# 20A busz (Szeged)
A szegedi 20A jelzésű autóbusz Petőfitelep, Fő tér és a Honvéd tér között közlekedett. A járatot a DAKK Zrt. üzemeltette.

## Története
A 2-es villamos beindításakor, 2012. március 3-án a 83-as busz megszűnt, részleges pótlására a 20-as járatot meghosszabbították a Vadkerti térig, ezzel együtt a korábbi útvonalán – a Petőfitelep, Fő tér és a Honvéd tér között – 20A jelzéssel betétjárat indult munkanapokon, csúcsidőben. 2016. június 15-én a 20A buszjárat megszűnt.

## Útvonala
| Petőfitelep, Fő tér felé | Honvéd tér felé |
| --- | --- |
| Petőfitelep, Fő tér vá. – Csap utca – Gábor Áron utca – Csillag tér – Retek utca – József Attila sugárút – Tisza Lajos körút – Honvéd tér vá. | Honvéd tér vá. – Tisza Lajos körút – József Attila sugárút – Retek utca – Csillag tér – Gábor Áron utca – Csap utca – Petőfitelep, Fő tér vá. |

## Megállóhelyei
Az átszállási kapcsolatok között az azonos útvonalon közlekedő 20-as busz nincs feltüntetve!
| 0  | Petőfitelep, Fő tér végállomás        | 16 | 73Y                                                          |
| 1  | Gábor Áron utca                       | 15 | 21                                                           |
| 3  | Csillag tér (Lugas utca)              | 13 | 9, 10, 19 21, 77, 77A, 84, 84A, 90, 90F, 90H                 |
| 5  | Szamos utca                           | 12 | 21                                                           |
| 6  | József Attila sugárút (Retek utca)    | 11 | 3, 3F, 4 13, 21                                              |
| 8  | Lengyel utca (↓) Dankó Pista utca (↑) | 9  | 3, 3F, 4 10 13, 73, 73Y, 77, 77A                             |
| 9  | Glattfelder Gyula tér                 | 7  | 3, 3F, 4 9, 19                                               |
| 10 | Anna-kút (Tisza Lajos körút)          | 6  | 1, 2, 3, 3F, 4 8, 10                                         |
| 12 | Centrum Áruház                        | 4  | 3, 3F, 4 5, 7, 8, 9, 10, 19 60, 60Y, 70, 71, 72, 74, 74A, 76 |
| 14 | Dugonics tér (Tisza Lajos körút)      | 3  | 3, 3F, 4 8, 10 36, 74, 74A, 76                               |
| ∫  | Dugonics tér                          | 1  | 8, 10 36, 74, 74A                                            |
| 16 | Honvéd tér végállomás                 | 0  | 8, 10 36, 74, 74A                                            |